# Cladocarpus millardae
Cladocarpus millardae är en nässeldjursart som beskrevs av Vervoort 1966. Cladocarpus millardae ingår i släktet Cladocarpus och familjen Aglaopheniidae. Inga underarter finns listade i Catalogue of Life.